# Imipramina
La imipramina es un fármaco  antidepresivo tricíclico de tercera generación perteneciente al grupo químico farmacológico de las dibenzazepinas, cuyo uso se hace en casos clínicos de enuresis, depresión mayor, y su uso se evalúa en los casos de desórdenes y/o crisis de pánico.

## Historia y nombre comercial
La imipramina, también conocida en occidente como Melipramina, es un fármaco antidepresivo que se utiliza en Psiquiatría desde mediados de los años 60 del siglo XX. Su marca o nombre comercial más conocido es Tofranil, el cual está registrado como patente de la firma suiza Novartis AG, que adquirió los derechos comerciales de uso de la Ciba-Geigy, que lo sintetizaría sin conocerse aún sus usos en la farmacología clínica, en los 50.
Se incluye dentro de los llamados antidepresivos tricíclicos, y su símil en acción es a su vez uno de sus metabolitos: la Desipramina.

## Indicaciones clínicas
La imipramina, junto con la amitriptilina y los inhibidores selectivos de la recaptura de serotonina, constituye el pilar del tratamiento para el tratamiento del trastorno depresivo mayor. Adicionalmente, cuenta con autorización para el tratamiento de la enuresis nocturna en niños mayores de 6 años. Sus usos fuera de indicación incluyen el tratamiento de la agorafobia, anorexia nerviosa, trastorno de déficit de atención e hiperactividad, bulimia nerviosa, disritmias cardíacas, dolor crónico, trastorno de pánico, tricotilomanía e incontinencia urinaria

## Mecanismo de acción
Su mecanismo de acción radica en su capacidad de inhibir la recaptación de noradrenalina (NET) y serotonina (SERT), aumentando la disponibilidad de estos neurotransmisores en el sistema nervioso central, si bien, a diferencia de los antidepresivos más modernos, también tiene numerosos efectos sobre receptores como los H1 con potencia de acción sobre estos de 11, 5HT2, α1 con potencia de acción sobre estos de 91 y M1 con una potencia de acción sobre estos de 91. En relación con la indicación clínica que tienen, se ha descrito que su efecto para tratar la depresión va relacionado con su efecto en los recaptadores de 5-hidroxitriptamina. 
Está indicado en todas las formas de depresión, y como ocurre con todos los antidepresivos sus resultados son más evidentes en las formas endógenas (melancolía). También ha demostrado utilidad en los pacientes con ataques de pánico (para prevenir nuevos ataques), en algunos casos de dolor crónico neuropático e incluso en trastornos infantiles como los miedos nocturnos y la enuresis nocturna. No se conocen bien los mecanismos que intervienen en el alivio de enuresis pero no parecen estar relacionados con cambios en la arquitectura del sueño, propiedades anticolinérgicas, propiedades antiadrenérgicas o efectos sobre la urgencia urinaria inducida por la hormona liberadora de tiroides. Además se ha observado que con el uso crónico de estos la funcionalidad general de la vejiga tiende a mejorar.

## Contraindicaciones
- Está contraindicado en la recuperación aguda en pacientes que han sufrido un infarto agudo al miocardio.
- Coadministración con un IMAO o uso en los 14 días siguientes a la interrupción de un IMAO.
- Hipersensibilidad al clorhidrato de imipramina o a otras dibenzazepinas.
- Pacientes con problemas de conducción cardiaca.

## Precauciones

### Criterios de Beers
Forma parte de los medicamentos que deben de usarse con cautela en pacientes mayores de 65 años por sus efectos anticolinérgicos y sedantes. Especialmente se debe mantener cuidado con aquellos que presentan cosas como demencia, antecedentes de fracturas o caídas recurrentes, deterioro cognitivo, delirios, riesgo de síncope, problemas en el tracto urinario inferior e hiperplasia prostática. Se cuidará el uso de 3 o más medicamentos que actúen en el SNC. Debe tomarse en cuenta la posibilidad de empeorar el SADH y la hiponatremia.

### Cardiovasculares
Aquellos pacientes que presenten trastornos cardiovasculares o tengan antecedentes de enfermedades cardiacas requerirán una monitorización continua. Los riesgos del consumo de este medicamento en pacientes con dichos trastornos son: 
- Arritmias y retraso de la conducción cardiaca.
- Toxicidad cardiovascular.
- Insuficiencia cardiovascular congestiva.
- Infarto agudo al miocardio.
- Taquicardia.

### Dermatológicos
En pacientes con fotosensibilidad puede potenciar dicha condición.

### Endócrinos y metabólicos
Monitorizarse en pacientes con hipoglucemia ya que puede disminuir aún más los niveles de azúcar en sangre. También en pacientes con hipertiroidismo o que consumen medicamentos tiroideos se debe tener en cuenta el riesgo de toxicidad cardiovascular, de igual manera en pacientes con insuficiencia hepática significativa.

### Hematológico
Suspenderse en caso de neutropenia patológica. 

### Neurológicos
Mantener precauciones en pacientes con antecedentes de derrames cerebrales y convulsiones. 

### Oftálmicos
Es riesgoso en pacientes con antecedentes de glaucoma de ángulo cerrado por las propiedades anticolinérgicas.

### Psiquiátricos
No es recomendable su consumo en pacientes con trastorno bipolar ya que puede desestabilizar los ciclos de hipermanía con los episodios de depresión mayor. 

### Renales
Tomar precauciones en pacientes con insuficiencia renal significativa y retención urinaria. 

## Efectos adversos

### Efectos psíquicos

#### Ocasionales
- Somnolencia.
- Fatiga.
- Inquietud.
- Confusión.
- Delirio.
- Desorientación.
- Alucinaciones (en particular en los pacientes de edad avanzada y en los pacientes con enfermedad de Parkinson).
- Aumento de la ansiedad.
- Agitación.
- Trastornos del sueño.
- Oscilación de depresión a hipomanía o manía.
- Ideación suicida.

#### Casos aislados
- En los casos más raros se han observado cuadros clínicos de activación de síntomas psicóticos. En muy pocos casos se suelen dar episodios, pero graves si se suceden; de agresividad.[3]

### Efectos neurológicos

#### Frecuentes
- Acatisia.
- Astenia.
- Temblores.

#### Ocasionales
- Mioclonías.
- Debilidad.
- Ataxia.

#### Casos aislados
- Mareos.
- Distonía.
- Cefalea.
- Parestesias.
- Crisis epilépticas.
- Isquemia cerebral.
- Bruxismo.
- Deterioro del rendimiento psicomotor.
- Parkinsonismo.
- Síndrome de las piernas inquietas.
- Anormalidades y/o cambios en el EEG.
- Síntomas extrapiramidales.
- Trastornos del lenguaje.
- Fiebre por su uso continuado en altas dosis.

### Efectos anticolinérgicos
Es frecuente la sensación de resequedad en la boca, una pronunciada sudoración, algunos casos evidencian constipación, otros demuestran síntomas de trastornos en la acomodación visual, visión borrosa, e inclusive sensación de sofocación. Son muy esporádicos los episodios de alteración en las funciones de la micción. Ya en algunos casos se han visto cuadros de midriasis, glaucoma e íleo paralítico.

### Efectos en el sistema cardiovascular

#### Frecuentes
- Taquicardia sinusal.
- Hipotensión postural.
- Cambios en el ECG clínicamente irrelevantes (por ejemplo, cambios en ST y T) en pacientes con función cardíaca normal.

#### Ocasionales
- Arritmias.
- Trastornos de conducción (por ejemplo, ensanchamiento del complejo QRS, cambios en el segmento PQ, bloqueo de rama).
- Palpitaciones.

#### Casos aislados
- Incremento de la presión sanguínea.
- Descompensación cardíaca.
- Reacciones vasoespásticas periféricas.

### Efectos dermatológicos
- Decoloración de la piel.
- Enrojecimiento.
- Fotosensibilidad.
- Erupción cutánea.
- Pérdida de cabello.

### Efectos en el sistema digestivo

#### Ocasionales
- Náuseas.
- Vómitos.
- Anorexia.
- Dolor en epigastrio.
- Xerostomía.
- Diarrea o estreñimiento.

#### Casos aislados
- Estomatitis.
- Lengua negra y vellosa.
- íleo paralítico.
- Hinchazón parotídea.
- Colitis.

### Efectos hepáticos

#### Ocasionales
- Transaminasas elevadas.

#### Casos aislados
- Hepatitis con ictericia o sin ella
- Insuficiencia hepática fulminante.
- Hepatotoxicidad.

### Efectos en el sistema endocrino y metabólicos

#### Frecuentes
- Aumento de peso.

#### Casos aislados
- Galactorrea.
- Ginecomastia.
- Hipertiroidismo.
- Hipoglucemia.
- Trastorno de la regulación de la glucosa.
- Síndrome de secreción inapropiada de hormona antidiurética (SIADH).
- Porfiria aguda intermitente.

### Efectos sexuales

#### Ocasionales
- Disfunción sexual.
- Inflamación testicular.

### Efectos hematológicos

#### Casos aislados
- Agranulocitosis.
- Depresión de la médula ósea.
- Aumento de eosinófilos.
- Trombocitopenia inmunitaria.
- Púrpura.

### Efectos inmunológicos

#### Casos aislados
- Reacción de sensibilidad cruzada.
- Reacción de hipersensibilidad.

### Efectos musculoesqueléticos

#### Casos aislados
- Miaestenia grave.
- Fractura ósea no vertebral.
- Fractura de cadera.

### Efectos óticos

#### Casos aislados
- Tinitus

## Otros efectos
Otros síntomas tienen lugar ocasionalmente después de una interrupción o una reducción abrupta de la dosis: Náuseas, vómitos, dolor abdominal, diarrea, insomnio, cefalea, nerviosismo y ansiedad. Los efectos indeseados son usualmente leves y transitorios, desapareciendo bajo tratamiento continuado o con una reducción de la dosis. No siempre se correlacionan con los niveles plasmáticos de la droga o con la dosis. A menudo es difícil distinguir ciertos efectos indeseables de síntomas de depresión tales como fatiga, trastornos del sueño, agitación, ansiedad, constipación y sequedad de boca.

## Consideraciones
Su capacidad para metabolizar y eliminar drogas puede hallarse reducida, llevando ello al riesgo de concentraciones plasmáticas elevadas con dosis terapéuticas.